# Вірбаннен
Вірбаннен (нід. Vierbannen) — селище в нідерландській провінції Північний Брабант. Входить до муніципалітету Алтена.
Перша згадка про населений пункт датується 1798 роком. Наразі у селищі нараховується близько 40 будинків.